# (5760) Mittlefehldt
(5760) Mittlefehldt (1981 EX13) – planetoida z pasa głównego asteroid okrążająca Słońce w ciągu 5,12 lat w średniej odległości 2,97 j.a. Odkryta 1 marca 1981 roku.